# Munja

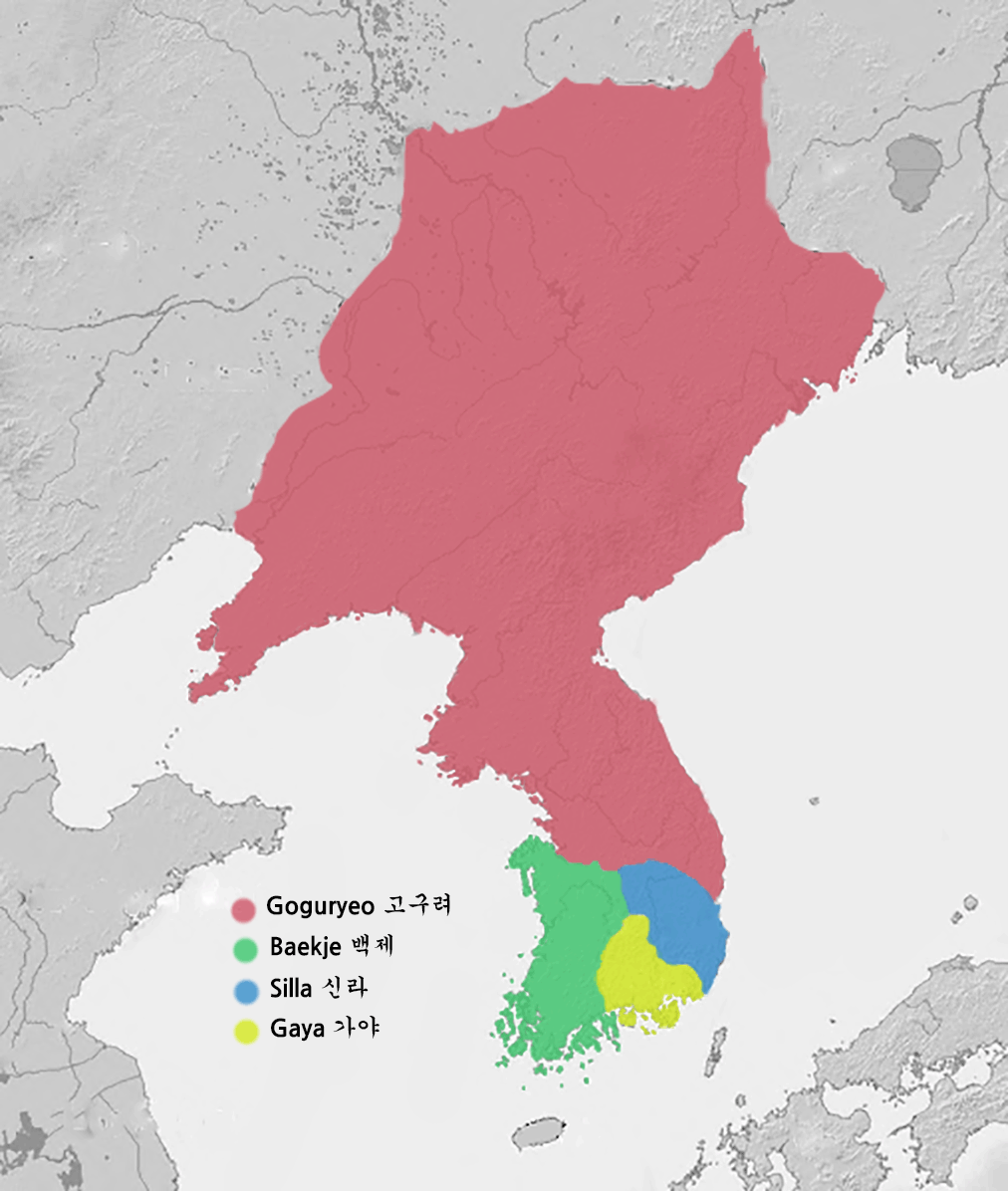
Korea u szczytu potęgi Koguryŏ

Munja lub Munjamyŏng (문자, 문자명왕; zm. 519) – król (wang) Koguryŏ, największego z Trzech Królestw Korei, panujący w latach 491–519. Wnuk i następca wieloletniego króla Changsu.  

## Życiorys
Munja był synem księcia Choda (조다), wnukiem króla Changsu. Changsu wyznaczył go na swojego następcę, ponieważ Choda zmarł wcześniej.

### Panowanie
Kronika Trzech Królestw wspomina, że rodzina królewska upadłego państwa Puyŏ przybyła do Koguryŏ w roku 494, aby schronić się przed koczownikami Mohe. Tym samym Koguryŏ opanowało Mandżurię aż po dzisiejszy Harbin. W międzyczasie zawiązał się sojusz państw Baekje i Silla dążący do osłabienia Koguryŏ. Rządzący Baekje Muryŏng groził, że zaatakuje Koguryŏ, zwłaszcza w roku 505, mobilizując ponad 3000 żołnierzy. Koreańskie kroniki wspominają o prowokacyjnych działaniach Baekje kilka razy, które spotkały się z odpowiedzią Munjamyŏnga w 506 roku, ale do większej konfrontacji zbrojnej nie doszło z powodu nagłej klęski nieurodzaju.
Buddyzm w Korei zyskiwał dużą popularność po oficjalnym przyjęciu go przez Koguryŏ za panowania Sosurima. Podobnie jak jego poprzednicy, Munja także wspierał rozkwit buddyzmu, a także utrzymywał kontakty dyplomatyczne kontakty z Północną dynastią Wei.
Następcą Munjamyŏnga został jego najstarszy syn, Anjang.